# Нова Вйоська (Нижньосілезьке воєводство)
Нова Вйоська (пол. Nowa Wioska) — село в Польщі, у гміні Ґура Ґуровського повіту Нижньосілезького воєводства.
Населення — 53 особи (2011).
У 1975-1998 роках село належало до Лешненського воєводства.

## Демографія
Демографічна структура станом на 31 березня 2011 року:
|          | Загалом | Допрацездатний вік | Працездатний вік | Постпрацездатний вік |
| -------- | ------- | ------------------ | ---------------- | -------------------- |
| Чоловіки | 29      | 12                 | 13               | 4                    |
| Жінки    | 24      | 7                  | 12               | 5                    |
| Разом    | 53      | 19                 | 25               | 9                    |